# Amirauté frisonne
Pour les articles homonymes, voir Amirauté.
 (août 2011).
Si vous disposez d'ouvrages ou d'articles de référence ou si vous connaissez des sites web de qualité traitant du thème abordé ici, merci de compléter l'article en donnant les références utiles à sa vérifiabilité et en les liant à la section « Notes et références ».
L'amirauté de Frise ou Amirauté frisonne (en néerlandais - Admiraliteit van Friesland ou Friese Admiraliteit; en frison occidental - Fryske Admiraliteit) était une des cinq amirautés néerlandaises du temps des Provinces-Unies. Chaque amirauté avait la responsabilité de l'armement des navires et de recruter les équipages.

## Histoire
L'Amirauté frisonne est fondée le 6 mars 1596. D'abord établie à Dokkum, localité qui n'a pas d'accès direct à la mer, l'amirauté est déménagée en 1645 à Harlingen où elle restera jusqu'en 1795.
Les années de gloire de l'Amirauté sont au XVIIe siècle lorsque les navires sous sa commande participent aux trois premières guerres anglo-néerlandaises.
À l'avènement de la République batave en 1795, le commandement de la marine de guerre néerlandaise est centralisé, et l'amirauté y est intégrée.